# Florian Adrian
Florian Edmund Adrian vel Franciszek Akrunowicz vel Edmund Neuman vel Czesław Wawerski, pseud.: Florek, Liberator, Libra (ur. 8 listopada 1913 w Bydgoszczy, zm. 23 czerwca 1944 w Suchedniowie) – polski oficer lotnictwa w Wojsku Polskim w okresie międzywojennym, pilot dywizjonu 300 Polskich Sił Powietrznych, cichociemny, kierownik referatu informacyjno-wywiadowczego Wydziału Lotniczego Oddziału III Sztabu Komendy Głównej Armii Krajowej, kierownik referatu lotniczego Sztabu Okręgu Armii Krajowej Kielce.

## Życiorys
Florian Adrian był synem Alfonsa i Józefy z Kolitowskich. Po ukończeniu Państwowego Gimnazjum Klasycznego w Bydgoszczy i uzyskaniu matury 30 sierpnia 1933 roku wstąpił do Batalionu Unitarnego Szkoły Podchorążych Piechoty w Różanie nad Narwią. 15 sierpnia 1934 roku został przeniesiony do Szkoły Technicznej Podchorążych Lotnictwa w Bydgoszczy. W 1937, po ukończeniu szkoły, otrzymał przydział służbowy do Szkoły Podoficerów Lotnictwa dla Małoletnich w Krośnie. Od 1 sierpnia 1938 roku służył jako dowódca plutonu obsługi na lotnisku pomocniczym w Sobiejuchach, a 1 maja 1939 roku był dowódcą plutonu obsługi na lotnisku w Moderówce. W marcu tego roku był dowódcą plutonu w ćwiczebnej eskadrze pilotażu.
8 września 1939 roku objął dowództwo nad ewakuacyjnymi transportami kolejowymi nr 1224 i 1225, z którymi dotarł do Równego. Po 18 września 1939 roku dostał się do Gródka Jagiellońskiego, gdzie 23 września dołączył do oddziału zapasowego 82 pułku piechoty w Samodzielnej Grupie Operacyjnej „Polesie”. Oddziały jego pułku zostały rozbite. W dniach 24–27 września dowodził oddziałem karabinów maszynowych. 1 października został przydzielony do 60 dywizji piechoty „Kobryń”. Walczył m.in. pod Horodenką i Wolą Okrzejską.
6 października dostał się do niewoli niemieckiej, skąd po tygodniu uciekł z obozu przejściowego w Radomiu i przedostał się do Skarżyska-Kamiennej. Od listopada do kwietnia 1940 roku służył w Związku Walki Zbrojnej. Pełnił m.in. funkcję oficera łącznikowego ZWZ w Kielcach. W kwietniu 1940 roku przedostał się do Budapesztu, a następnie do Marsylii, od czerwca 1940 roku przebywał w Ośrodku Polskich Sił Powietrznych w Lyonn-Bron. Po upadku Francji, został ewakuowany Wielkiej Brytanii. Wstąpił do Polskich Sił Powietrznych, otrzymał numer służbowy RAF P-0957. Od lipca 1940 roku służył w 300 dywizjonie bombowym, bombardując Niemcy. W czasie jednej z akcji, 22 stycznia 1942 roku został ranny w rękę podczas nalotu na Münster.

## Cichociemny
Zgłosił się do służby w kraju. Uczestniczył w szkoleniach cichociemnych, przeszkolony ze specjalnością w lotnictwie, zaprzysiężony na rotę ZWZ-AK 5 października 1942. Zrzucony do okupowanej Polski w nocy 26/27 stycznia 1943, w sezonie operacyjnym „Intonacja”, w operacji lotniczej  „Gauge”, w ekipie skoczków nr XIX, z samolotu  Halifax DT-727 „K” (138 dywizjon RAF). Start z lotniska  RAF Tempsford, zrzut na placówkę odbiorczą „Żubr”, 14 km od Kielc. Razem z nim skoczyli: kpt. Wacław Pijanowski ps. Dym, ppor. Stanisław Sołtys ps. Sowa, kpt. Michał Tajchman ps. Mikita.
Po aklimatyzacji do realiów okupacyjnych, w marcu 1943 roku przydzielony jako kierownik referatu informacyjno-wywiadowczego Wydziału Lotniczego Oddziału III Komendy Głównej Armii Krajowej, a w czerwcu 1944 roku został kierownikiem referatu lotniczego Sztabu Okręgu Armii Krajowej Kielce.
Aresztowany przez Gestapo 23 czerwca 1944 roku w Kielcach i tego samego dnia zamordowany w Suchedniowie.

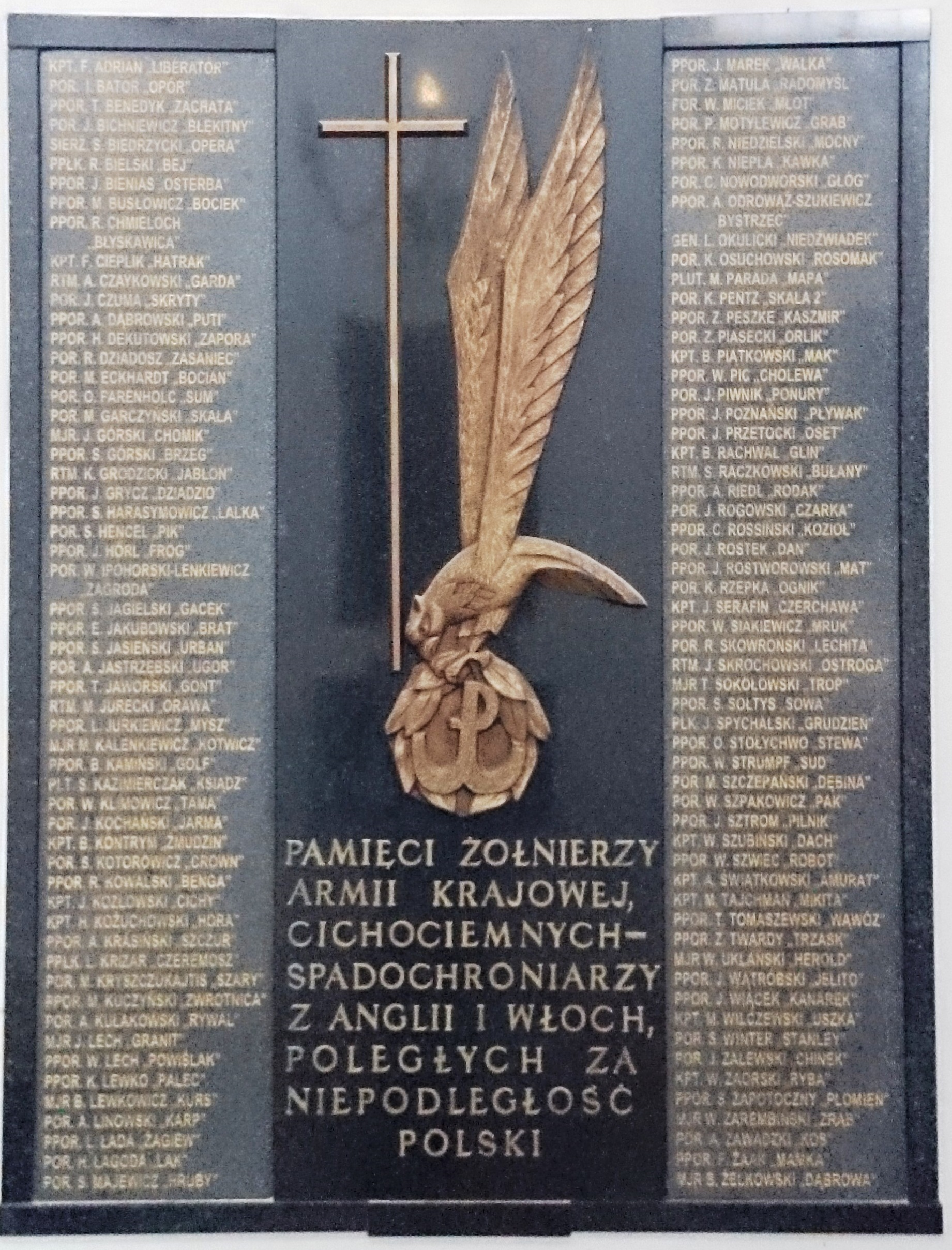
Tablica w kościele św. Jacka w Warszawie, upamiętniająca poległych cichociemnych, w tym Floriana Adriana

## Awanse
- Kapral podchorąży – 1934
- podporucznik – ze starszeństwem z dniem 1 października 1937 i 30. lokatą w korpusie oficerów lotnictwa, grupa techniczna[5]
- porucznik – 20 marca 1941
- kapitan – 26 stycznia 1943

## Ordery i odznaczenia
- Krzyż Srebrny Orderu Virtuti Militari nr 9466
- Krzyż Walecznych – trzykrotnie
- Złoty Krzyż Zasługi z Mieczami.

## Upamiętnienie
- Na II piętrze I Liceum Ogólnokształcącego im. Cypriana Kamila Norwida w Bydgoszczy znajduje się tablica Mortui sunt ut vivamus liberii (Nie żyją, byśmy my mogli żyć wolni) 1939–1945, na której znajduje się nazwisko Floriana Adriana.
- W lewej nawie kościoła św. Jacka przy ul. Freta w Warszawie odsłonięto w 1980 roku tablicę Pamięci żołnierzy Armii Krajowej, cichociemnych – spadochroniarzy z Anglii i Włoch, poległych za niepodległość Polski. Wśród wymienionych 110 poległych cichociemnych jest Florian Adrian.